# Добровольская, Евгения Владимировна
Евге́ния Влади́мировна Доброво́льская (26 декабря 1964, Москва — 10 января 2025, Москва) — советская и российская актриса театра и кино. Народная артистка Российской Федерации (2005).

## Биография
Родилась 26 декабря 1964 года в Москве. Отец был инженером на режимном предприятии, мама — ведущий инженер в Министерстве химической промышленности.

### Творческая деятельность
В кино дебютировала в фильме режиссёра Павла Чухрая «Клетка для канареек», вышедшем в 1983 году. Всего снялась более чем в ста фильмах и телесериалах.
В 1987 году окончила ГИТИС (курс Людмилы Касаткиной и Сергея Колосова), после чего была принята в МХАТ имени М. Горького.
В 1988—1989 годах — актриса Московского театра-студии под руководством Олега Табакова.
В 1989—1991 годах — актриса театра-студии «Современник-2» (созданной на базе выпускного курса Школы-студии МХАТ под руководством Михаила Ефремова).
С 1991 года и до конца жизни — актриса МХТ имени А. П. Чехова.

### Болезнь и смерть
Актриса страдала онкологическим заболеванием с 2023 года.
Обследование показало агрессивную форму рака желудка с внутрикожными метастазами, а также метастазами в мозг. В начале 2024 года Добровольская прошла шесть курсов химиотерапии, но болезнь продолжала прогрессировать.
Перед смертью актриса провела месяц в центре паллиативной помощи Москвы.
Скончалась 10 января 2025 года в возрасте 60 лет после продолжительной болезни. Причиной смерти актрисы стала острая сердечная недостаточность на фоне онкологического заболевания.
Прощание с актрисой прошло 14 января на основной сцене МХТ имени А. П. Чехова. Отпевание состоялось в Храме Святителя Николая на Трёх Горах. Похоронена на Троекуровском кладбище (участок № 21).

## Семья и личная жизнь
- Первый муж (1983—1987)[12] — Вячеслав Баранов (1958—2012), актёр[13].
  - Сын — Степан Добровольский (род. 1 ноября 1986), окончил Плехановский университет, живёт в Лондоне, занимается бизнесом в сфере инвестирования[14]; женат на словацкой модели Барборе Бедиовой[15].
    - Внук — Даниил Добровольский (род. 2021)[16].
- Второй муж (январь 1990 — декабрь 1997) — Михаил Ефремов (род. 1963), актёр; заслуженный артист Российской Федерации (1995).
  - Сын — Николай Ефремов (род. 16 августа 1991)[17], актёр, играл в телесериале «Белая гвардия» и др.
    - Внучка — Алла Ефремова (род. 15 ноября 2019)[18][19].
- Внебрачный партнёр (2001—2002) — Ярослав Бойко (род. 1970), актёр.
  - Сын — Ян Бойко (род. 19 июля 2002), учится на актёрском факультете.
- Третий муж (2009—2022)[20] — Дмитрий Мананников (род. 1977), кинооператор[21].
  - Дочь — Анастасия Мананникова (род. 6 февраля 2009)[22][23].

## Творчество

### Роли в театре
- «Игры женщин» — Милена
- «Чайка» А. Чехова — Нина Заречная
- «Кабала святош» — Арманда Бежар
- «Урок жёнам» — Агнесса
- «Урок мужьям» — Изабелла
- «Борис Годунов» — Марина Мнишек
- «Злодейка, или Крик дельфина» — Катя
- «Горе от ума» — Софья / Лиза
- «Привидения» — Регина Энгстран
- «Мишин юбилей» — Лида
- «Амадей» — Констанция Вебер
- «Пьемонтский зверь» — сестра Иоанна
- «Священный огонь» — сиделка Уэйленд
- «Немного нежности» — Диана
- «Ю» — сестра
- «Господа Головлёвы» — Аннинька
- «Гримёрная» — актриса С
- «Лес» — Улита
- «Мещане» — Елена Кривцова
- «Чайка» — Аркадина / Маша
- «Женитьба» — Фёкла Ивановна
- «Письмовник» — Ада
- «Про Любовь Раневскую» — Любовь Андреевна Раневская
- «Мизери» — Энни Уилкс
- «Кому на Руси жить хорошо» — Птица / Матрёна

### Фильмография

#### Художественные фильмы
- 1983 — Клетка для канареек — Олеся
- 1984 — Пока не выпал снег… — Алла Скороходова
- 1985 — Контракт века — Катя, дочь Фетисова
- 1986 — В одну-единственную жизнь — Вика, дочь Зоренко
- 1987 — Моонзунд — Ирина Артеньева
- 1988 — Филиал — Ирина, лаборантка
- 1988 — Командировка — Шурочка
- 1989 — Когда мне будет 54 года — Рита, подруга Лиды
- 1990 — Фанат 2 — Катя
- 1990 — По 206-й — Тоня Андриевская, корреспондент-стажёр
- 1990 — Первый этаж — Надя
- 1991 — Щен из созвездия Гончих Псов — Лида
- 1991 — Террористка — нежданная гостья
- 1992 — Грех — Лена
- 1992 — Отражение в зеркале — Анна
- 1992 — На тебя уповаю — Алла, воспитательница-медсестра
- 1992 — Мужской зигзаг — Наташа Батюшкина, жена
- 1997 — Кризис среднего возраста — медсестра Маша / тётя Тоня
- 1998 — Чехов и К° (новелла «Хористка») — Паша, хористка
- 2001 — Подозрение — Саша Сомова, медсестра
- 2001 — Механическая сюита — Люба
- 2002 — Дневник камикадзе — Даша
- 2003 — Бульварный переплёт — Вера
- 2004 — Марс — Галка
- 2004 — 32 декабря — Маша
- 2004 — Одинокое небо — Лидочка
- 2005 — Ловитор — Мара
- 2005 — Сундук предков — аптекарша
- 2005 — Греческие каникулы — Варвара Васильевна
- 2006 — Случайный попутчик — Аня Спиридонова
- 2006 — Блюз опадающих листьев — Ксения Ливнева (в девичестве — Листова)
- 2006 — Счастье по рецепту — Элла Якушева
- 2007 — Артистка — Анна Петрова, актриса
- 2007 — Ирония судьбы. Продолжение — Снегурочка
- 2007 — Снежный ангел — Инна, подруга Майи
- 2007 — Савва Морозов — Зинаида Морозова
- 2008 — Муха — Лена, учительница
- 2008 — Реальный папа — Светлана Васильевна, экс-супруга Романа
- 2008 — Мёртвые души — Елена Александровна Шаламова
- 2008 — Храни меня дождь — Валентина
- 2008 — Чемпион — Инна Чернышёва
- 2009 — Умница, красавица — Соня Головина
- 2009 — Командировка — Шурочка
- 2009 — Весельчаки — Валентина, мать Люси
- 2010 — Иванов — Марфа Егоровна Бабакина
- 2010 — Громозека — Лариса Громова
- 2010 — Москва, я люблю тебя! — Она
- 2010 — Парень с Марса — мать Юли
- 2011 — Только любовь — Татьяна Георгиевна, мать Ромы
- 2011 — Небесный суд — Анна Владимировна Боровская
- 2011 — Прощание славянки — Альбина
- 2012 — Чужая мать — Малика
- 2014 — На дне — Василиса
- 2015 — Крылья — мама Паши
- 2017 — Семейные радости Анны — Анна Зубец
- 2018 — Женщина с прошлым — Евгения Нерестова
- 2019 — Печень, или История одного стартапа — мама Вовы
- 2021 — Кроличья лапа / La Patte de lapin — Нина
- 2022 — Время года зима — мама
- 2022 — Аиссе — мадам де Ферриоль
- 2025 — Туда — мама Вадима
- 2025 — Дорогая, я больше не перезвоню — мама Данилы

#### Телесериалы
- 1996 — Королева Марго — Маргарита де Валуа (озвучивание — Наталья Казначеева)
- 1999 — Д. Д. Д. Досье детектива Дубровского — Вероника, жена Беженцева (есть в титрах только 13-й серии)
- 2003 — Участок — Любовь Кублакова, вдова
- 2004 — Узкий мост — Ирина
- 2005 — Охота на изюбря — Клавдия Федякина, сестра финдиректора АМК
- 2005 — Воскресенье в женской бане — Люба Дроздова
- 2006 — Счастье по рецепту — Элла Якушева
- 2006 — Заколдованный участок — Любовь Кублакова
- 2006 — Девять неизвестных — Вера, судебный пристав
- 2007 — Любовь на острие ножа — Нина Новаковская
- 2008 — Печать одиночества — Соня, жена Степана
- 2009 — Похождения нотариуса Неглинцева — Ольга Ивановна
- 2009 — Скелет в шкафу — Соня, жена Степана
- 2010 — В лесах и на горах — игуменья Манефа (Матрёна Максимовна)
- 2010 — Дом образцового содержания — Людмила Керенская
- 2010 — Судьбы загадочное завтра — Татьяна Степановна, мать Насти
- 2010 — Шериф — Ольга Олеговна Орлова, начальник оперативного отдела
- 2011 — Немного не в себе — Людмила
- 2012 — Самара — Евгения Владимировна Райская
- 2012 — Белая гвардия — Ванда Михайловна, жена Лисовича
- 2012 — Развод — Валя Иванчук, сожительница Николая Ивановича
- 2012 — Средство от смерти — Юлия Бондарева, жена Алексея Погодина
- 2012 — Моя большая семья — Ирина Евгеньевна Рейниш, мать Маргариты
- 2013 — Пётр Лещенко. Всё, что было… — Мария Буренина
- 2013 — Повороты судьбы — Евгения Колесникова
- 2013 — Трое в Коми — Мария Семёнова
- 2015 — Алхимик — Люба Невельская, сестра Андрея
- 2015 — Идеальная жертва — Клавдия
- 2015 — Двойная сплошная — Анна
- 2016 — Все возрасты любви
- 2018 — Жёлтый глаз тигра — Анна Николаевна Звягинцева, мать Сергея
- 2019 — Девять жизней — мать Сергея
- 2021 — Полёт — Катя
- 2021 — Хэппи-энд — мама Влада
- 2022 — Монастырь — мама Коли, больного синдромом Туретта (3 серия)
- 2023 — Актрисы — мама Коли
- 2023 — Балет — Вера

#### Телеспектакли
- 1993 — Игры женщин — Милена
- 1994 — Мишин юбилей — Лида, невеста Миши
- 2005 — Сквозная линия — Айрин
- 2006 — Господа Головлёвы — Аннинька

#### Озвучивание
- 1997 — Романс Колчака (фильм из документального цикла «Больше, чем любовь», телеканал «Культура») — Анна Тимирёва
- 2004 — Марина Цветаева. Страсти по Марине (документальный фильм) — читает текст
- 2008 — Про Федота-стрельца, удалого молодца — нянька царя
- 2010 — Голова профессора Доуэля — Брике
- 2012 — Острова — читает текст

## Признание и награды

### Государственные награды
- 1998 — Заслуженная артистка Российской Федерации.[24]
- 2005 — Народная артистка Российской Федерации.

### Другие награды, премии, поощрения и общественное признание
- 1985 — приз за лучшую женскую роль Международного кинофестиваля молодых кинематографистов соцстран (Кошалин, Польша; фильм «Клетка для канареек»).[25]
- 1990 — специальный приз жюри Международного кинофестиваля «Звёзды завтрашнего дня» (Женева; фильм «Первый этаж»).[26]
- 1990 — приз за лучшую женскую роль на фестивале «Золотой Дюк» (Одесса; фильм «Первый этаж»).[26]
- 2001 — премия «Золотой овен» за лучшую женскую роль второго плана (фильм «Механическая сюита»).[27]
- 2002 — премия «Ника» за лучшую женскую роль второго плана (фильм «Механическая сюита»).
- 2003 — приз «Лучшая женская роль» на кинофестивале «Бригантина» за фильм «Бульварный переплёт».
- 2007 — специальный приз жюри «Серебряная ладья» за лучшую женскую роль на фестивале российского кино «Окно в Европу» (фильм «Артистка»).
- 2007 — приз «За лучшую женскую роль» на XV кинофестивале «Виват кино России!» (2007) — за роль в фильме «Блюз опадающих листьев».[28]
- 2008 — премия «Золотой орёл» за лучшую женскую роль в кино (фильм «Артистка»).
- 2025 — премия «Ника» за лучшую женскую роль второго плана (фильм «Хуже всех», посмертно).[29]

## Документальные фильмы и телепередачи
- «Евгения Добровольская. „Встречи на Моховой“» («Пятый канал», 2008).[30]
- «Евгения Добровольская. „Всё было по любви“» («Первый канал», 2014).[31][32]